# Arthur Lawley, 6. Baron Wenlock

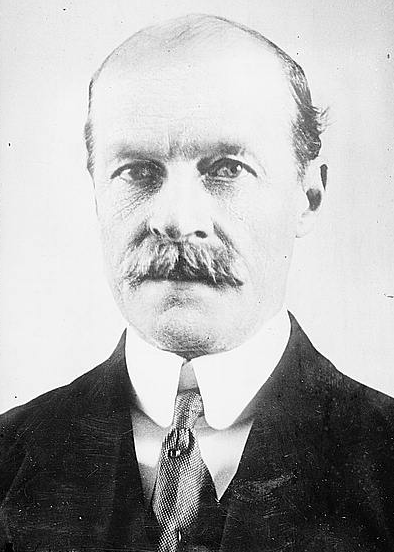
Arthur Lawley, ca. 1910–1915

Arthur Lawley, 6. Baron Wenlock (* 12. November 1860 in London, England; † 14. Juni 1932 in Freiberg) war ein britischer Kolonialverwalter und Gouverneur von Western Australia und Madras.

## Leben
Lawley war der vierte Sohn von Beilby Lawley, 2. Baron Wenlock aus dessen Ehe mit Lady Elizabeth Grosvenor, Tochter des Richard Grosvenor, 2. Marquess of Westminster. Er besuchte das Eton College und begann ein Studium am Trinity College der Universität Cambridge, erwarb jedoch keinen Studienabschluss, sondern wechselte 1880 auf das Royal Military Academy Sandhurst und trat 1882 als Lieutenant des 10th Hussars Regiment in die britische Armee ein. Er nahm 1884 an der Niederschlagung des Mahdi-Aufstands in Afrika teil und wurde 1885 zum Captain befördert. 1885 heiratete er Annie Allen Cunnard, mit der er zwei Töchter und einen Sohn hatte.
Nach seinem Ausscheiden aus der Armee arbeitete Lawley von 1892 bis 1896 als Privatsekretär für den Duke of Westminster. Danach war er von 1896 bis 1899 Verwalter der Kolonie Matabeleland. 1901, im Jahr der Unabhängigkeit Australiens, wurde er zum Gouverneur des neuen Bundesstaates Western Australia ernannt und am 21. Mai 1901 in Perth vereidigt. In seiner knapp elfmonatigen Amtszeit bis April 1902 kam es sieben Mal zu einer Regierungsumbildung.
Von 1902 bis 1906 diente Lawley als Vize-Gouverneur im südafrikanischen Transvaal, danach erhielt er den Posten des Gouverneurs von Madras. 1911 kehrte er nach England zurück und arbeitete im Folgenden als Direktor mehrerer Unternehmen. Im Ersten Weltkrieg war er als Beauftragter des Roten Kreuzes im französischen Boulogne-sur-Mer tätig.
1931 erbte er beim Tod seines kinderlosen Bruders Algernon Lawley, 5. Baron Wenlock dessen Adelstitel als 6. Baron Wenlock und 13. Baronet, of Spoonhill, und wurde Mitglied des House of Lords. Er starb 1932 im Alter von 71 Jahren in Freiberg. Da sein einziger Sohn bereits 1909 in Indien bei einem Jagdunfall gestorben war, erloschen seine Adelstitel mit seinem Tod.
Mount Lawley, ein Stadtteil von Perth, ist nach Lawley benannt; ebenso ein Vorort von Johannesburg (siehe Lawley (Südafrika)).

## Auszeichnungen
- Knight Commander of the Order of St. Michael and St. George (1901)
- Knight Grand Commander of the Order of the Indian Empire (1906)
- Knight Grand Commander of the Order of the Star of India (1911)